# Atletismo en los Juegos Olímpicos de Los Ángeles 2028
El atletismo en los Juegos Olímpicos de Los Ángeles 2028 se realizará en el Los Angeles Memorial Coliseum en julio de 2028. Las competiciones de marcha y de maratón se efectuarán en un circuito urbano con salida en Venice Beach y llegada en el Grand Park.